# Liste der Naturdenkmale in Murrhardt
| Naturdenkmale | Anzahl |
| ------------- | ------ |
| FND           | 47     |
| END           | 14     |
| Gesamt        | 61     |

Die Liste der Naturdenkmale in Murrhardt nennt die verordneten Naturdenkmale (ND) der im baden-württembergischen Rems-Murr-Kreis liegenden Stadt Murrhardt. In Murrhardt gibt es insgesamt 91 als Naturdenkmal geschützte Objekte, davon 47 flächenhafte Naturdenkmale (FND) und 14 Einzelgebilde-Naturdenkmal (END).
Stand: 5. Juni 2025.

## Flächenhafte Naturdenkmale (FND)
| Name                                          | Bild | Kennung     | Einzelheiten           | Position | Fläche Hektar | Datum         |
| --------------------------------------------- | ---- | ----------- | ---------------------- | -------- | ------------- | ------------- |
| Alter Steinbruch                              | BW   | 81190440006 | Murrhardt              | ⊙        | 0,3           | 31. Dez. 1986 |
| Alter Steinbruch                              | BW   | 81190440046 | Murrhardt              | ⊙        | 1,1           | 17. Aug. 1981 |
| Bachgehölz am Dentelbach                      | BW   | 81190440062 | Murrhardt              | ⊙        | 0,4           | 13. Nov. 1992 |
| Baumgruppe auf dem Steinbühl                  | BW   | 81190440024 | Murrhardt              | ⊙        | 0,2           | 23. Aug. 1979 |
| Feldrain mit 7 Eichen                         | BW   | 81190440018 | Murrhardt              | ⊙        | 0,2           | 23. Aug. 1979 |
| Felsenmeer                                    |      | 81190440035 | Murrhardt              | ⊙        | 1,2           | 23. Aug. 1979 |
| Felskante des Schilfsandsteins                | BW   | 81190440025 | Murrhardt              | ⊙        | 2,9           | 23. Aug. 1979 |
| Feuchte Wiese nördl.von Vorderwestermurr      | BW   | 81190440056 | Murrhardt              | ⊙        | 0,0           | 13. Nov. 1992 |
| Feuchtgebiet am Eselrain                      | BW   | 81190440058 | Murrhardt              | ⊙        | 1,0           |               |
| Feuchtwiese am Bromersberg                    | BW   | 81190440012 | Murrhardt              | ⊙        | 0,4           | 31. Dez. 1986 |
| Feuchtwiese am Schwarzenmühlbächle            | BW   | 81190440057 | Murrhardt              | ⊙        | 0,3           | 13. Nov. 1992 |
| Feuchtwiese beim Kieselhof                    | BW   | 81190440002 | Murrhardt              | ⊙        | 0,2           | 31. Dez. 1986 |
| Fliesenklinge                                 | BW   | 81190440005 | Murrhardt              | ⊙        | 1,8           | 31. Dez. 1986 |
| Franzenklinge                                 | BW   | 81190440010 | Murrhardt              | ⊙        | 2,0           | 31. Dez. 1986 |
| Franzosenbuckel                               | BW   | 81190440036 | Murrhardt              | ⊙        | 1,7           | 23. Aug. 1979 |
| Heideflächen südlich Schweizerhof             | BW   | 81190440001 | Murrhardt              | ⊙        | 1,6           | 31. Dez. 1986 |
| Hochstaudenflur im Gewann „See“               | BW   | 81190440049 | Murrhardt              | ⊙        | 0,1           | 13. Nov. 1992 |
| Hohlweg mit Trockenwiese                      | BW   | 81190440050 | Murrhardt              | ⊙        | 0,5           | 13. Nov. 1992 |
| Klinge des Gehrnbachs                         | BW   | 81190440038 | Murrhardt              | ⊙        | 1,0           | 23. Aug. 1979 |
| Mordklinge                                    |      | 81190440016 | Murrhardt, Fichtenberg | ⊙        | 3,8           | 23. Aug. 1979 |
| Murrschlingen                                 | BW   | 81190440007 | Murrhardt              | ⊙        | 2,3           | 31. Dez. 1986 |
| Murr-Ursprung und Gehölz                      |      | 81190440021 | Murrhardt              | ⊙        | 0,1           | 23. Aug. 1979 |
| Quelle mit kleinen Fischteichen               | BW   | 81190440047 | Murrhardt              | ⊙        | 0,5           | 17. Aug. 1981 |
| Quellhang mit Erlengebüsch                    | BW   | 81190440042 | Murrhardt              | ⊙        | 0,2           | 17. Aug. 1981 |
| Quellsumpf mit anschließendem Bachlauf        | BW   | 81190440028 | Murrhardt              | ⊙        | 0,3           | 23. Aug. 1979 |
| Schilfbestand und Erlengehölz                 | BW   | 81190440051 | Murrhardt              | ⊙        | 0,4           | 13. Nov. 1992 |
| Schlucht der oberen Murr mit Wasserfällen     | BW   | 81190440009 | Murrhardt              | ⊙        | 3,1           | 31. Dez. 1986 |
| Schwarzer See                                 | BW   | 81190440026 | Murrhardt              | ⊙        | 0,5           | 23. Aug. 1979 |
| Steck-Buche und Felswand                      |      | 81190440037 | Murrhardt              | ???      | 0,1           |               |
| Steinmauer am Hofberg                         | BW   | 81190440061 | Murrhardt              | ⊙        | 0,1           | 13. Nov. 1992 |
| Streuobstwiese im Gewann Linderst             | BW   | 81190440059 | Murrhardt              | ⊙        | 0,2           | 13. Nov. 1992 |
| Talhang der Murr östl. vom Gaisbühl           | BW   | 81190440052 | Murrhardt              | ⊙        | 3,9           | 13. Nov. 1992 |
| Teich mit Bach und Gehölz                     | BW   | 81190440048 | Murrhardt              | ⊙        | 0,2           | 17. Aug. 1981 |
| Teich mit Eiche und gehölzbestandenem Hohlweg | BW   | 81190440013 | Murrhardt              | ⊙        | 0,1           | 31. Dez. 1986 |
| Teich mit Erlenbestand                        | BW   | 81190440039 | Murrhardt              | ⊙        | 0,1           | 23. Aug. 1979 |
| Teich mit Schilfbestand                       | BW   | 81190440014 | Murrhardt              | ⊙        | 0,9           | 31. Dez. 1986 |
| Teich mit 3 Pappeln                           | BW   | 81190440023 | Murrhardt              | ⊙        | 0,1           | 23. Aug. 1979 |
| Teufelsmauer                                  | BW   | 81190440034 | Murrhardt              | ⊙        | 0,6           | 23. Aug. 1979 |
| Treibsee                                      | BW   | 81190440044 | Murrhardt              | ⊙        | 0,4           | 17. Aug. 1981 |
| Trockenwiese mit Gebüschgruppen               | BW   | 81190440053 | Murrhardt              | ⊙        | 1,3           | 13. Nov. 1992 |
| Trockenwiese, Waldsaum, Birnbaum und 2 Eichen | BW   | 81190440054 | Murrhardt              | ⊙        | 1,0           | 13. Nov. 1992 |
| Tümpel im Knollenmergelhang                   | BW   | 81190440045 | Murrhardt              | ⊙        | 4,7           | 17. Aug. 1981 |
| Waldrand mit Steppenheide                     | BW   | 81190440015 | Murrhardt              | ⊙        | 0,5           | 31. Dez. 1986 |
| Wasserfälle der Dosenklinge                   | BW   | 81190370035 | Kaisersbach, Murrhardt | ⊙        | 0,7           | 13. Nov. 1992 |
| Zwillingseiche mit Teich                      | BW   | 81190440022 | Murrhardt              | ⊙        | 0,0           | 23. Aug. 1979 |
| 1 Eiche mit Tümpel und Gehölz                 | BW   | 81190440040 | Murrhardt              | ⊙        | 0,1           | 23. Aug. 1979 |
| 1 Esche und Teich                             | BW   | 81190440030 | Murrhardt              | ⊙        | 0,0           | 23. Aug. 1979 |
| Legende für Naturdenkmal                      |      |             |                        |          |               |               |

## Einzelgebilde (END)
| Name                                    | Bild | Kennung     | Einzelheiten | Position | Fläche Hektar | Datum         |
| --------------------------------------- | ---- | ----------- | --- | -------- | ------------- | ------------- |
| Drehwüchsige Eiche                      | BW   | 81190440033 | Murrhardt | ⊙        | 0,0           | 23. Aug. 1979 |
| Eiche, Linde und Birnbaum am Heidenbühl | BW   | 81190440004 | Murrhardt | ⊙        | 0,0           | 31. Dez. 1986 |
| Fünf Maulbeerbäume                      | BW   | 81190440055 | Murrhardt | ⊙        | 0,0           | 13. Nov. 1992 |
| Große Platte und zwei Douglasien        | BW   | 81190440020 | Murrhardt | ⊙        | 0,0           | 23. Aug. 1979 |
| Hohle Eiche und kropfige Linde          | BW   | 81190440032 | Murrhardt | ⊙        | 0,0           | 23. Aug. 1979 |
| Linde in der Karlstraße                 | BW   | 81190440060 | Murrhardt | ⊙        | 0,0           | 13. Nov. 1992 |
| 1 Eiche                                 | BW   | 81190440003 | Murrhardt | ⊙        | 0,0           | 31. Dez. 1986 |
| 1 Eiche                                 | BW   | 81190440017 | Murrhardt | ⊙        | 0,0           | 23. Aug. 1979 |
| 1 Eiche                                 | BW   | 81190440019 | Murrhardt | ⊙        | 0,0           | 23. Aug. 1979 |
| 1 Eiche                                 | BW   | 81190440027 | Murrhardt Solitärbaum auf einer Wiese im Fornsbachtal                                                           | ⊙        | 0,0           | 23. Aug. 1979 |
| 1 Linde                                 | BW   | 81190440041 | Murrhardt Winterlinde am Kohlwaldweg mit einem Stammumfang von >3 m. Das Pflanzjahr wird auf um 1870 geschätzt. | ⊙        | 0,0           | 17. Aug. 1981 |
| 2 Eichen                                | BW   | 81190440031 | Murrhardt | ⊙        | 0,0           |               |
| 3 Bäume am Nordausgang von Mettelberg   | BW   | 81190440008 | Murrhardt | ⊙        | 0,0           | 31. Dez. 1986 |
| 6 Wellingtonien                         | BW   | 81190440011 | Murrhardt | ⊙        | 0,0           | 31. Dez. 1986 |
| Legende für Naturdenkmal                |      |             | |          |               |               |

## Ehemalige Naturdenkmale
| Name                     | Bild | Kennung | Einzelheiten         | Position | Fläche Hektar | Datum         |
| ------------------------ | ---- | ------- | -------------------- | -------- | ------------- | ------------- |
| Zwillingseiche           |      |         | Murrhardt Spechtshof | ???      | 0,0           | 23. Aug. 1979 |
| Eiche bei Neuhaus        |      |         | Murrhardt            | ???      | 0,0           | 23. Aug. 1979 |
| Legende für Naturdenkmal |      |         |                      |          |               |               |